# Montelupich

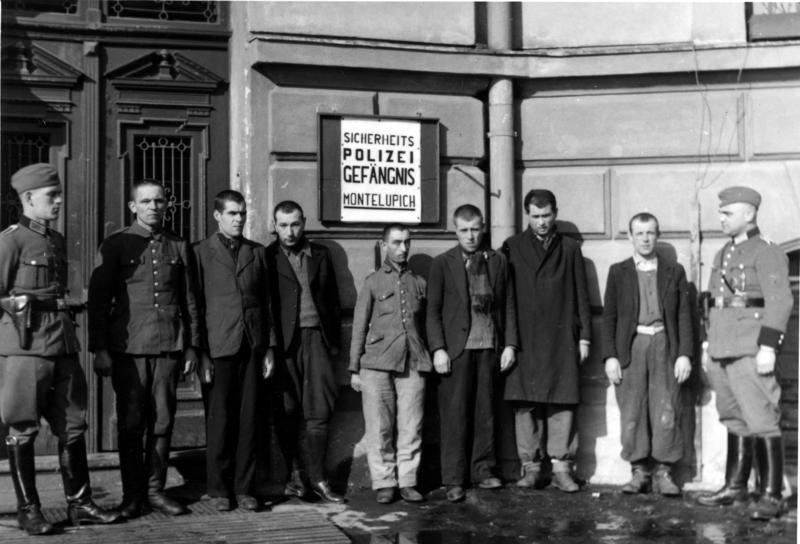
Polska fångar utanför Montelupich-fängelset år 1939. Tyskt propagandafotografi.

Montelupich är ett fängelse i Kraków i södra Polen. Byggnaden uppfördes på 1500-talet men den började inte användas som fängelse förrän år 1905. Fängelset är uppkallat efter ulica Montelupich, Montelupich-gatan. I början av andra världskriget disponerades fängelset av tyska Sicherheitsdienst (SD) och senare av Gestapo. I Montelupich internerades bland andra politiska fångar, brittiska och sovjetiska spioner och fallskärmssoldater samt desertörer. Ludwig Hahn var en av de nazistiska ämbetsmän som ansvarade för fängelset. Mellan 1940 och 1944 registrerades omkring 50 000 fångar.
Efter andra världskriget användes Montelupich-fängelset av NKVD och Urząd Bezpieczeństwa.